# مالطا (مونتانا)
مالطا (بالإنجليزية: Malta, Montana)‏ هي مدينة تقع في الولايات المتحدة في مقاطعة فيليبس، مونتانا. يقدر عدد سكانها بـ 1,997 نسمة ومساحتها 2.75 كم2 وترتفع عن سطح البحر 687 متر.

## التركيبة السكانية
قام مكتب تعداد الولايات المتحدة بتحديد بيانات التركيبة السكانية لمالطا في تعداد الولايات المتحدة. في ما يلي، التركيبة السكانية حسب تعدادي 2000 و2010.

### تعداد عام 2000
بلغ عدد سكان مالطا 2,120 نسمة بحسب تعداد عام 2000، وبلغ عدد الأسر 907 أسرة وعدد العائلات 565 عائلة مقيمة في المدينة. في حين سجلت الكثافة السكانية 2,006.1 نسمة لكل ميل مربع (774.6/كم2). وبلغ عدد الوحدات السكنية 1,067 وحدة بمتوسط كثافة قدره 1,009.7 نسمة لكل ميل مربع (389.8/كم2).
وتوزع التركيب العرقي للمدينة بنسبة 92.83% من البيض و 4.67% من الأمريكيين الأصليين و 0.24% من الأمريكيين ذوي الأصول الآسيوية و 0.05% من سكان جزر المحيط الهادئ و 0.05% من الأمريكيين الأفارقة و 1.98% من عرقين مختلطين أو أكثر.
بلغ عدد الأسر 907 أسرة كانت نسبة 28.3% منها لديها أطفال تحت سن الثامنة عشر تعيش معهم، وبلغت نسبة الأزواج القاطنين مع بعضهم البعض 49.9% من أصل المجموع الكلي للأسر، ونسبة 9.7% من الأسر كان لديها معيلات من الإناث دون وجود شريك، وكانت نسبة 37.6% من غير العائلات. تألفت نسبة 33.7% من أصل جميع الأسر من أفراد ونسبة 18.1% كانوا يعيش معهم شخص وحيد يبلغ من العمر 65 عاماً فما فوق. وبلغ متوسط حجم الأسرة المعيشية 2.90، أما متوسط حجم العائلات فبلغ 2.27.
بلغ العمر الوسطي للسكان 43 عاماً. وكانت نسبة 24.7% من القاطنين تحت سن الثامنة عشر، وكانت نسبة 5.8% بين الثامنة عشر والأربعة وعشرون عاماً، ونسبة 23.1% كانت واقعةً في الفئة العمرية ما بين الخامسة والعشرون حتى والأربعة وأربعون عاماً، ونسبة 24.3% كانت ما بين الخامسة والأربعون حتى الرابعة والستون، ونسبة 22.1% كانت ضمن فئة الخامسة والستون عاماً فما فوق. يوجد لكل 100 أنثى 93.1 ذكر، ويوجد لكل 100 أنثى في الثامنة عشر من عمرها فما فوق 87.0 ذكر.
بلغ متوسط دخل الأسرة في المدينة 31,212 دولار، أما متوسط دخل العائلة فبلغ 41,422 دولار. وكان متوسط دخل الذكور 30,117 دولار مقابل 18,636 دولار للإناث. وسجل دخل الفرد الخاص بالمدينة 16,405 دولار. وكانت نسبة 8.8% من العائلات ونسبة 13.1% من السكان تحت خط الفقر، وكان من هؤلاء نسبة 14.4% تحت سن الثامنة عشر ونسبة 8.8% في الخامسة والستين من العمر وما فوق.

### تعداد عام 2010
بلغ عدد سكان مالطا 1,997 نسمة بحسب تعداد عام 2010، وبلغ عدد الأسر 902 أسرة وعدد العائلات 539 عائلة مقيمة في المدينة. في حين سجلت الكثافة السكانية 1,884.0 نسمة لكل ميل مربع (727.4/كم2). وبلغ عدد الوحدات السكنية 1,006 وحدة بمتوسط كثافة قدره 949.1 لكل ميل مربع (366.4/كم2).
وتوزع التركيب العرقي للمدينة بنسبة 88.2% من البيض و 5.5% من الأمريكيين الأصليين و 0.4% من الأمريكيين ذوي الأصول الآسيوية و 0.1% من الأمريكيين الأفارقة و 5.7% من عرقين مختلطين أو أكثر.
بلغ عدد الأسر 902 أسرة كانت نسبة 26.6% منها لديها أطفال تحت سن الثامنة عشر تعيش معهم، وبلغت نسبة الأزواج القاطنين مع بعضهم البعض 46.8% من أصل المجموع الكلي للأسر، ونسبة 10.0% من الأسر كان لديها معيلات من الإناث دون وجود شريك، بينما كانت نسبة 3.0% من الأسر لديها معيلون من الذكور دون وجود شريكة وكانت نسبة 40.2% من غير العائلات. تألفت نسبة 36.6% من أصل جميع الأسر من أفراد ونسبة 17.6% كانوا يعيش معهم شخص وحيد يبلغ من العمر 65 عاماً فما فوق. وبلغ متوسط حجم الأسرة المعيشية 2.81، أما متوسط حجم العائلات فبلغ 2.16.
بلغ العمر الوسطي للسكان 46.8 عاماً. وكانت نسبة 23.1% من القاطنين تحت سن الثامنة عشر، وكانت نسبة 5.8% بين الثامنة عشر والأربعة وعشرون عاماً، ونسبة 18.6% كانت واقعةً في الفئة العمرية ما بين الخامسة والعشرون حتى والأربعة وأربعون عاماً، ونسبة 29.5% كانت ما بين الخامسة والأربعون حتى الرابعة والستون، ونسبة 23.2% كانت ضمن فئة الخامسة والستون عاماً فما فوق. وتوزع التركيب الجنسي للسكان بنسبة 46.7% ذكور و53.3% إناث.

## جغرافيا المنطقة
الموقع الجغرافي للمناطق المحيطة بهذه النقطة هو كالتالي:
وفقا لمكتب تعداد الولايات المتحدة ، المساحة الإجمالية للمدينة قدرها 1.06 ميل مربع أو ( 2.75 كيلومتر مربع ) .
مناخ مالطا شبه قاحل وفق تصنيف ( كوبن BSK ) للمناخ ويكون شتائها جاف وصيفها حار مع بعض الرطوبة
| البيانات المناخية لـمالطا ، مونتانا      | البيانات المناخية لـمالطا ، مونتانا | البيانات المناخية لـمالطا ، مونتانا | البيانات المناخية لـمالطا ، مونتانا | البيانات المناخية لـمالطا ، مونتانا | البيانات المناخية لـمالطا ، مونتانا | البيانات المناخية لـمالطا ، مونتانا | البيانات المناخية لـمالطا ، مونتانا | البيانات المناخية لـمالطا ، مونتانا | البيانات المناخية لـمالطا ، مونتانا | البيانات المناخية لـمالطا ، مونتانا | البيانات المناخية لـمالطا ، مونتانا | البيانات المناخية لـمالطا ، مونتانا | البيانات المناخية لـمالطا ، مونتانا |
| الشهر                                    | يناير                               | فبراير                              | مارس                                | أبريل                               | مايو                                | يونيو                               | يوليو                               | أغسطس                               | سبتمبر                              | أكتوبر                              | نوفمبر                              | ديسمبر                              | المعدل السنوي                       |
| ---------------------------------------- | ----------------------------------- | ----------------------------------- | ----------------------------------- | ----------------------------------- | ----------------------------------- | ----------------------------------- | ----------------------------------- | ----------------------------------- | ----------------------------------- | ----------------------------------- | ----------------------------------- | ----------------------------------- | ----------------------------------- |
| الدرجة القصوى °ف (°م)                    | 62 (17)                             | 74 (23)                             | 82 (28)                             | 94 (34)                             | 101 (38)                            | 106 (41)                            | 107 (42)                            | 108 (42)                            | 103 (39)                            | 90 (32)                             | 79 (26)                             | 63 (17)                             | 108 (42)                            |
| متوسط درجة الحرارة الكبرى °ف (°م)        | 22.1 (−5.5)                         | 31.3 (−0.4)                         | 44.1 (6.7)                          | 59.0 (15.0)                         | 69.4 (20.8)                         | 78.4 (25.8)                         | 84.6 (29.2)                         | 84.2 (29.0)                         | 72.2 (22.3)                         | 59.9 (15.5)                         | 39.3 (4.1)                          | 27.1 (−2.7)                         | 56.0 (13.3)                         |
| المتوسط اليومي °ف (°م)                   | 10.0 (−12.2)                        | 18.3 (−7.6)                         | 30.6 (−0.8)                         | 44.3 (6.8)                          | 54.9 (12.7)                         | 63.9 (17.7)                         | 68.9 (20.5)                         | 67.7 (19.8)                         | 55.6 (13.1)                         | 44.2 (6.8)                          | 26.5 (−3.1)                         | 14.9 (−9.5)                         | 41.7 (5.4)                          |
| متوسط درجة الحرارة الصغرى °ف (°م)        | −2.1 (−18.9)                        | 5.2 (−14.9)                         | 17.0 (−8.3)                         | 29.6 (−1.3)                         | 40.3 (4.6)                          | 49.3 (9.6)                          | 53.2 (11.8)                         | 51.2 (10.7)                         | 39.0 (3.9)                          | 28.5 (−1.9)                         | 13.6 (−10.2)                        | 2.6 (−16.3)                         | 27.3 (−2.6)                         |
| أدنى درجة حرارة °ف (°م)                  | −42 (−41)                           | −44 (−42)                           | −32 (−36)                           | −4 (−20)                            | 21 (−6)                             | 29 (−2)                             | 37 (3)                              | 31 (−1)                             | 11 (−12)                            | −11 (−24)                           | −36 (−38)                           | −45 (−43)                           | −45 (−43)                           |
| الهطول إنش (مم)                          | 0.38 (9.7)                          | 0.29 (7.4)                          | 0.59 (15)                           | 0.90 (23)                           | 2.24 (57)                           | 2.57 (65)                           | 1.81 (46)                           | 1.22 (31)                           | 1.19 (30)                           | 0.77 (20)                           | 0.51 (13)                           | 0.41 (10)                           | 12.88 (327.1)                       |
| المصدر #1: NOAA (normals, 1971–2000)     |                                     |                                     |                                     |                                     |                                     |                                     |                                     |                                     |                                     |                                     |                                     |                                     |                                     |
| المصدر #2: The Weather Channel (Records) |                                     |                                     |                                     |                                     |                                     |                                     |                                     |                                     |                                     |                                     |                                     |                                     |                                     |